# Elisabeth Geertruida Wassenbergh
Elisabeth Geertruida Wassenbergh (1729-1781) foi uma pintora holandesa.

## Biografia
Elisabeth nasceu em uma família com tradição artística. Era filha do renomado pintor Jan Abel Wassenbergh. No seio familiar ela desenvolveu suas habilidades artísticas sob a tutela do pai.

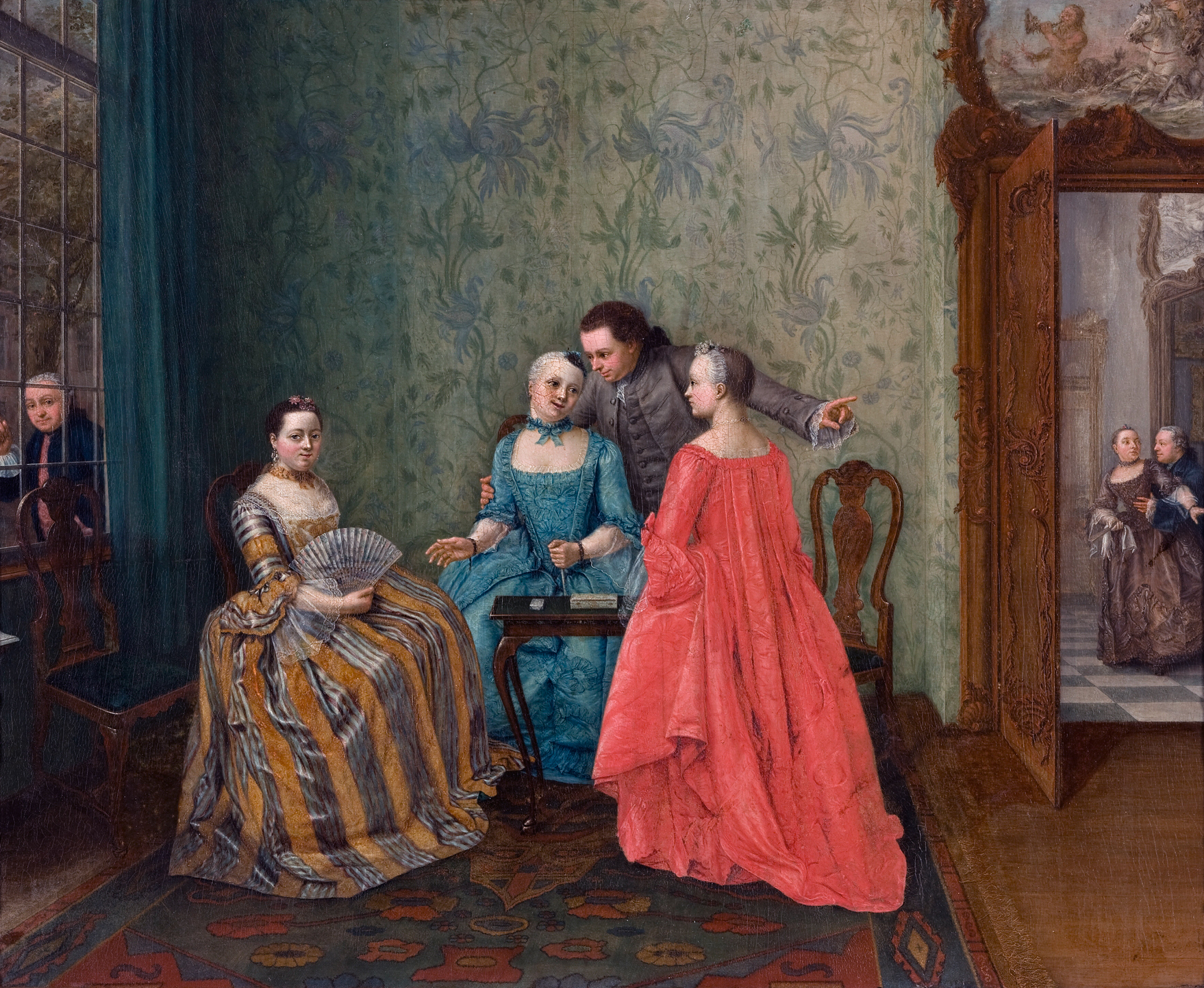
Uma companhia elegante, c.1756. Esta pintura provavelmente mostra duas obras do seu pai, que era conhecido por suas "decorações de porta"

Sua obra abrange principalmente retratos e cenas de gênero, com um estilo influenciado pelo rococó e se destacou em um período em que poucas mulheres conseguiam uma carreira pública na arte, sendo reconhecida tanto por sua técnica refinada quanto por sua habilidade em capturar a individualidade e a expressividade de seus modelos. Seus retratos, muitas vezes caracterizados por uma atenção meticulosa aos detalhes dos trajes e dos ambientes, revelam uma sensibilidade estética que, embora alinhada com as convenções de sua época, demonstra uma profunda compreensão psicológica dos sujeitos. Ela ficou conhecida, também, por suas pinturas em miniaturas.
Além de seu trabalho no retrato, Wassenbergh também criou obras que exploram cenas cotidianas, típicas da tradição holandesa, enfatizando aspectos da vida doméstica e familiar. Sua contribuição à pintura holandesa do século XVIII, embora não amplamente difundida, revela a presença de mulheres talentosas no cenário artístico europeu que, mesmo em um contexto de limitações sociais e culturais, conseguiram se firmar como artistas respeitadas e valorizadas.
Um autorretrato feito por ela, datado de 1754, foi comprado pelo marido de uma sobrinha-neta em leilão em 1800.